# Oliver (British Columbia)
|                       | Jan  | Feb  | Mär  | Apr  | Mai  | Jun  | Jul  | Aug  | Sep  | Okt  | Nov  | Dez  |   |       |
| Mittl. Tagesmax. (°C) | 0,4  | 4,6  | 11,4 | 17,3 | 21,8 | 25,5 | 29,2 | 28,5 | 23,1 | 15,2 | 6,2  | 1,1  | ⌀ | 15,4  |
| Mittl. Tagesmin. (°C) | −5,6 | −3,3 | −0,4 | 3    | 7,2  | 10,9 | 12   | 12,5 | 7,4  | 2,4  | −0,9 | −4,5 | ⌀ | 3,4   |
|                       |      |      |      |      |      |      |      |      |      |      |      |      |   |       |
| Niederschlag (mm)     | 26   | 24,8 | 22,2 | 24,5 | 37,2 | 37,2 | 30,4 | 27,2 | 19,3 | 17,3 | 28   | 33,5 | Σ | 327,6 |

| −5,6 |

| −3,3 |

| −0,4 |

| 3 |

| 7,2 |

| 10,9 |

| 12 |

| 12,5 |

| 7,4 |

| 2,4 |

| −0,9 |

| −4,5 |

| −5,6 |

| −3,3 |

| −0,4 |

| 3 |

| 7,2 |

| 10,9 |

| 12 |

| 12,5 |

| 7,4 |

| 2,4 |

| −0,9 |

| −4,5 |

Oliver ist eine Kleinstadt (Town) im südlichen Bereich des Interior Plateau, in der kanadischen Provinz British Columbia. Die Gemeinde liegt etwa 20 Kilometer nördlich von Osoyoos sowie rund 40 Kilometer südlich von Penticton und gehört zum Regional District of Okanagan-Similkameen. Die Ortschaft liegt am Okanogan River am südlichen Ende des Okanagan Valley. Das Okanagan Valley ist hier relativ schmal. Die Berge liegen dabei östlich und westlich der Gemeinde. Touristisch wird die Stadt als die Weinhauptstadt von Kanada beworben.

## Geschichte
Ursprünglich wurde das Land von den First Nations besiedelt, daher geht die Geschichte weiter zurück als die durch europäische Einwanderer dominierte Geschichtsschreibung. In der Gegend um das heutige Oliver lebten und leben hauptsächlich vom Volk der Okanagan, aber auch andere wie zum Beispiel die Sinkaietk.
Der „europäische“ Teil der Geschichte in dieser Region beginnt etwa um das Jahr 1810. Damals kamen die ersten Pelzhändler aus Fort Okanogan den Fluss nordwärts. Die Pelzhändler waren auch für die nächsten 50 bis 60 Jahre mehr oder weniger die einzigen Europäer in der Gegend. Die änderte sich erst mit dem in der Provinz einsetzenden Goldrausch. 1887 steckten auch hier die ersten Schürfer ihre Claims zur Goldsuche ab. Die Goldfunde ließen dann die Ortschaft Fairview entstehen. Die Ortschaft bestand jedoch nur einige Jahre, obwohl sie während des Goldrauschs viele Einwohner hatte. Mit dem Ende des Goldrausches zogen diese jedoch auch fast alle wieder fort.
Die heutige Kleinstadt entstand als sich zwischen 1918 und 1921 immer mehr Menschen hier niederließen. Begünstigt wurde die Ansiedlung durch das South Okanagan Lands Project. Mit diesem Bauprojekt wurde ab 1919 die Bewässerung der Landschaft vorangetrieben und neues Farmland entstand. Die entstehende Kleinstadt erhielt ihren Namen nach John Oliver, welcher zur Zeit der verstärken Ansiedlung nach dem Ersten Weltkrieg Premierminister der Provinz British Columbia war und sich sehr für die Förderung der Landwirtschaft einsetzte.
Mit den neuen Anwohnern erhielt die Ansiedlung am 1. Mai 1921 dann auch ein Postamt. Die meisten der neuen Ansiedler waren nun jedoch nicht mehr Pelzhändler oder Goldsucher, sondern Farmer. Schon bald wurden Tomaten, Tabak und Cantaloupe-Melone von hier aus exportiert. Begünstigt wurde dies als die Schienenleger der Kettle Valley Railroad die Gegend der heutigen Stadt erreichten. Mit der Eisenbahn und damit verbunden der Möglichkeit Produkte schnell in die Städte zu transportieren wurde die Gegend für Siedler noch interessanter. Die Landwirtschaft dominiert auch heute noch die Gegend. Um 1980 jedoch änderte sich die Palette der angebauten Produkte. Heute wird bevorzugt Wein angebaut.

## Demographie
Der letzte Zensus im Jahr 2011 ergab für die Gemeinde eine Bevölkerungszahl von 4.824 Einwohnern. Die Bevölkerung der Gemeinde hatte dabei im Vergleich zum Zensus von 2006 um 9,8 % zugenommen und liegt damit etwas über dem Trend für den Durchschnitt der gesamten Provinz British Columbia, wo die Bevölkerung zeitgleich um 7,0 % anwuchs. Mit einem Durchschnittsalter von 56,3 Jahren ist die Bevölkerung hier allerdings auch deutlich älter als in der restlichen Provinz, mit einem durchschnittlichen Alter von dort 41,9 Jahren.

## Bildung
Oliver gehört zu School District #53 Okanagan Similkameen. In der kleinen Stadt finden sich mehrere Schulen, dazu gehören zwei elementary school und eine secondary school.

## Politik
Die Zuerkennung der kommunalen Selbstverwaltung für die Ansiedlung erfolgte am 6. Oktober 1936 (incorporated als Town). Im Laufe der Zeit änderte sich der Status der Ansiedlung mehrmals und seit dem 1. Januar 1991 hat die Gemeinde wieder den Status einer Stadt (Town).
Bürgermeister der Gemeinde ist seit 2018 Martin Johansen. Zusammen mit vier weiteren Bürgern bildet er für drei Jahre den Rat (council) der Stadt.

## Wirtschaft
2006 waren, hinsichtlich der Anzahl der Beschäftigten, die wichtigsten Wirtschaftszweige: die Land- und Weinwirtschaft sowie die Wirtschaftszweige im Umfeld des Tourismus.
Das Durchschnittseinkommen (Median Income) der Beschäftigten aus Oliver lag im Jahr 2005 bei unterdurchschnittlichen 21.147 C $, während es zur selben Zeit im Durchschnitt der gesamten Provinz British Columbia 24.867 C $ betrug. Der Einkommensunterschied zwischen Männern (26.289 C $) und Frauen (17.178 C $) liegt in Oliver etwa im Provinzdurchschnitt (⌀ - Männer = 31.598 C $, ⌀ - Frauen = 19.997 C $).

## Klima
Die Niederschlagshöhe beträgt durchschnittlich 327,5 mm pro Jahr. Der Monat Oktober ist dabei der trockenste und die Monate Mai und Juni sind die feuchtesten Monate des Jahres. Allerdings ragen auch nur diese Monate aus der ansonsten relativ gleichmäßigen Verteilung der Niederschläge heraus. Im Juli und August schwankt die Durchschnittstemperatur in der Regel zwischen 13 und 29 °C, im Dezember und Januar zwischen -5 und 1 °C. Die höchste gemessene Temperatur der letzten Jahrzehnte betrug 42,8 °C und die niedrigste -30,6 °C.

## Verkehr
Oliver liegt am Highway 97, welcher die Gemeinde in Nord-Süd-Richtung durchquert.
Am südlichen Rand der Kleinstadt befindet sich der örtliche Flugplatz (IATA-Flughafencode: -, ICAO-Code: -, Transport Canada Identifier: CAU3). Der Flugplatz hat dabei nur eine asphaltierte Start- und Landebahn mit einer Länge von 975 Meter.
Die Stadt ist nicht an das Eisenbahnnetz angeschlossen, obwohl stellenweise noch Schienen durch die Gemeinde verlaufen. Soweit noch vorhandenen gehören diese Schienen zu einer ehemaligen Strecke der historischen Kettle Valley Railroad.
Öffentlicher Personennahverkehr wird örtlich und regional mit mehreren Buslinien durch das „South Okanagan-Similkameen Transit System“ angeboten, welches von BC Transit in Kooperation betrieben wird. Das System bietet Personennahverkehr im südlichen Okanagan Valley sowie im Similkameen Valley an. Zentraler Knotenpunkt des Liniennetzes ist Penticton und der nördliche Endpunkt des Netzes liegt in Kelowna, während es sich nach Süden bis nach Osoyoos erstreckt. Nach Westen werden Gemeinden entlang des Similkameen River bis nach Princeton angebunden. Neben den genannten Gemeinden werden nach Norden unter anderem Summerland und West Kelowna, nach Süden unter anderem Okanagan Falls und Oliver sowie nach Westen unter anderem Keremeos und Hedley angefahren.

## Persönlichkeiten
- Patricia Churchland (* 1943), Philosophin
- Laslo Babits (1958–2013), Speerwerfer
- Corban Knight (* 1990), Eishockeyspieler